# Anne-James Chaton
Pour les articles homonymes, voir Chaton.
 (mars 2024).
Anne-James Chaton, né le 31 octobre 1970 à Besançon, est un écrivain et performeur français.

## Parcours

### Le «poète sonore»
Anne-James Chaton se présente comme un « poète sonore ». Son œuvre se présente sous des formes diverses : textes littéraires, enregistrements sonores, productions visuelles. 
Il a dirigé plusieurs revues (Dérivation, The Incredible New Justine’s Adventures…) et il est l'auteur d'une dizaine de livres, souvent accompagnés de CD. Il est proche du rock et de la musique d'improvisation. 
Il a donné une centaine de lectures en France et à l’étranger. Il a organisé des événements autour de la poésie à Besançon, Lyon, Paris, Montpellier (la série des Poésies cinq années consécutives et dans plusieurs villes), PC-Poésies contemporaines à Toulouse, performances de poésies sonores à Montpellier.
Il a co-dirigé, avec le duo Kristoff K.Roll, le festival d'arts sonores Sonorités de Montpellier,, esquissé lors de la 22e édition du festival Musique Action de Vandœuvre-les-Nancy. La première édition s’est tenue au Centre Chorégraphique de Montpellier en octobre 2005.

### Collaborations avec des musiciens

#### Collaboration avec The Ex
À partir de 2003, Anne-James Chaton a assuré la première partie de plusieurs tournées françaises du groupe de free rock néerlandais The Ex. Il a enregistré avec lui un album, Turn, et publié un livre-CD aux éditions Al Dante.

#### Collaborations diverses
Cette collaboration avec The Ex lui a permis de se produire sur des scènes de musiques actuelles, de jouer ou de développer des projets avec d’autres groupes. Il a écrit des textes pour le groupe de rock français Innocent X et enregistré sur leur album Fugues.
Il a collaboré avec des musiciens d’improvisation. Il a participé à un trio avec Catherine Jauniaux (chant) et Carole Rieussec (électro-acoustique) pour une série de concerts.
En 2004, une résidence de création à l’Overtoom (Amsterdam / Pays Bas) a permis de former un quatuor associant texte, image, guitare et sons électroniques avec Andy Moor (guitare), Yannis Kyriakides (électroniques) et Isabelle Vigier (images). La même année, il crée avec Andy Moor (guitare – The Ex) un duo poésie sonore/musique improvisée.
Toujours en 2004, il commence un travail d’affiche, autour d’une série de portraits. Certains ont été édités et présentés par Montévideo à Marseille, le Cneai= à Paris, et la galerie Art3 à Valence.
Il a enregistré Décade, en 2012, avec le musicien allemand Alva Noto et le guitariste britannique Andy Moor.

## Publications

### Livres + CD
- Événements 99, éditions Al Dante, 2001
- Autoportraits, éditions Al Dante, 2003
- In the event avec le groupe The Ex, éditions Al Dante, 2005
- Questio de Dido, éditions Al Dante / France Culture, 2008
- Vies d'hommes illustres d'après les écrits d'hommes illustres, éditions Al Dante, 2011
- Evènements 09, label Raster Noton, 2011
- Décade, avec Andy Moor et Alva Noto, label Raster Noton, 2012
- Elle regarde passer les gens, éditions Verticales, 2016
- Writing the Real: A Bilingual Anthology of Contemporary French Poetry (traducteur Nina Parish), Enitharmon Press, 2016
- L'Affaire La Pérouse, P.O.L, 2019
- Vie et mort de l'homme qui tua John F. Kennedy, P.O.L, 2020
- Fables, P.O.L, 2025, 304 p.  (ISBN 978-2-8180-5951-7)[6]

### Essais
- L’Effacé, capitalisme et effacement dans les Manuscrits de 44 de K. Marx, Sens & Tonka éditeurs, 2005
- Notice de calcul de votre taux d’exploitation, Sens & Tonka éditeurs, 2005

### Radio
- « Et si des tickets de caisse pouvaient raconter des histoires ? », France Culture, Le Book Club de Marie Richeux, le 12 juin 2025.